# Прилеп (област Бургас)
 За другото българско село вижте Прилеп (Област Добрич).  
Прилеп е село в Югоизточна България. То се намира в община Сунгурларе, област Бургас.

## География
Село Прилеп се намира в Югоизточна България на 20 km от общинския център Сунгурларе и на 85 km от областния център Бургас. Населението му е 771 души през 2007 г.

## История
Според легендата името Прилеп идва от факта, че селото е прилепено към планината. Друга легенда твърди, че в Прилеп никога не са безчинствали турци по време на османското владичество. Местните така пазели проходите към селото, че турски потери така и не влезли. За да си гарантират относителната свобода, прилепчани се съгласили да плащат т.нар. „войнушки данък“ на валията на Сливен.

## Население

### Етнически състав
Преброяване на населението през 2011 г.
Численост и дял на етническите групи според преброяването на населението през 2011 г.:
|                     | Численост |
| Общо                | 634       |
| Българи             | 259       |
| Турци               | 328       |
| Цигани              | 40        |
| Други               | -         |
| Не се самоопределят | -         |
| Неотговорили        | 1         |

## Обществени институции
- Кметство
- Читалище „Васил Левски – 1929“[3]
- Основно училище „Васил Левски“[4]

## Спорт
След повече от 25 години в селото беше възстановен футболният отбор. През сезон 2012/2013, местния тим „Балкан“ (Прилеп) се състезава в Бургаската Б-ОФГ-Запад.